# Simpang Gegas Temuan
Simpang Gegas Temuan is een bestuurslaag in het regentschap Musi Rawas van de provincie Zuid-Sumatra, Indonesië. Simpang Gegas Temuan telt 891 inwoners (volkstelling 2010).